# 36 Ansichten des Berges Fuji

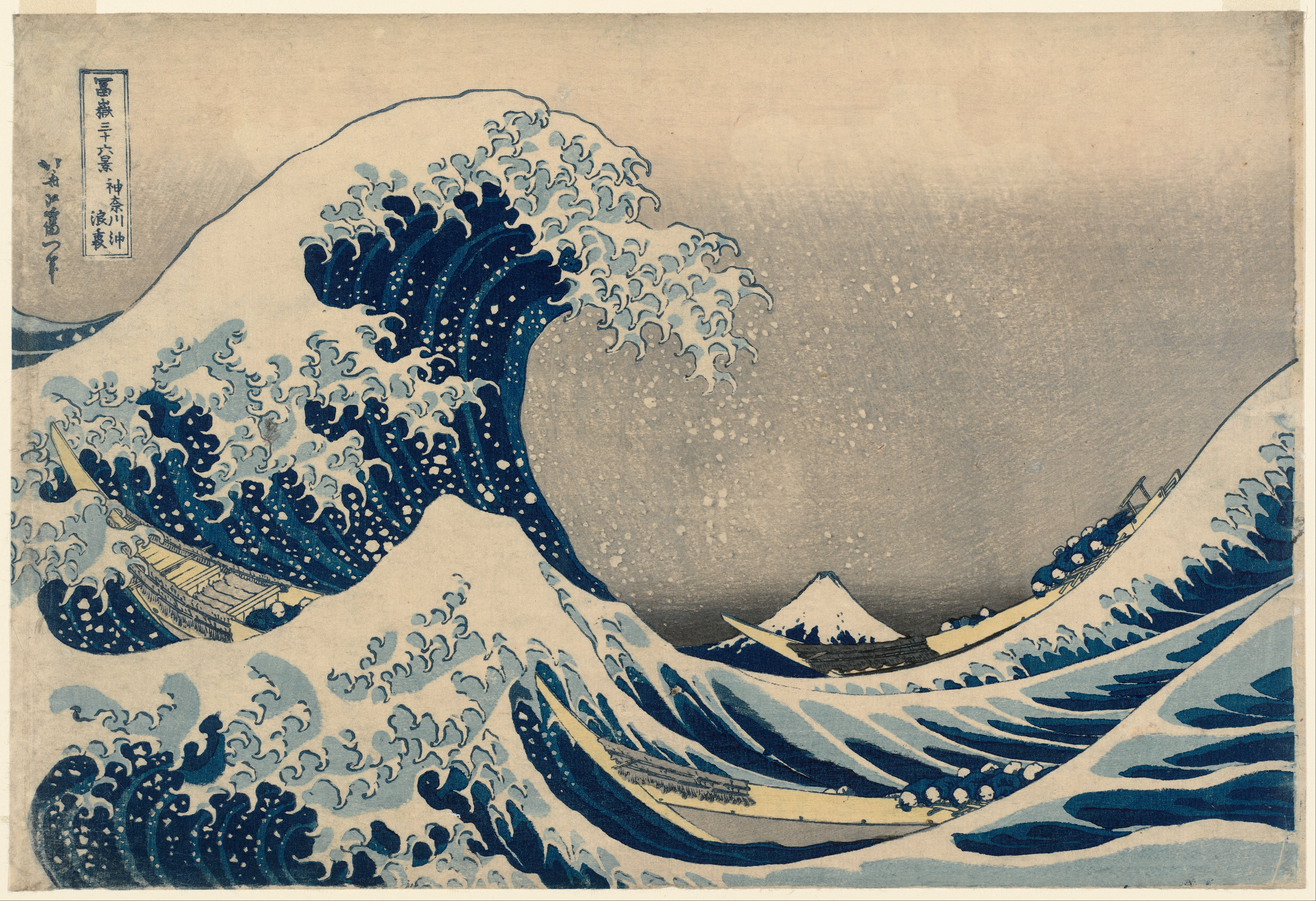
Die große Welle vor Kanagawa, das bekannteste Bild der Reihe, Ausgabe Museum of Fine Arts, Boston

36 Ansichten des Berges Fuji (jap. 富嶽三十六景, Fugaku sanjūrokkei) ist eine Farbholzschnittserie des japanischen Malers und Farbholzschnittkünstlers Katsushika Hokusai.
Unbestritten gilt diese Serie als Hokusais Meisterwerk im Bereich des Farbholzschnitts. Das im Westen bekannteste japanische Kunstwerk, die sogenannte „Große Welle vor Kanagawa“, gehört zu dieser Serie. Auf allen Blättern des Albums ist einer der heiligsten Berge Japans, der Fuji, zu sehen.
Hokusai war annähernd 70 Jahre alt, als er gegen 1830 die ersten Entwürfe für diese Serie zeichnete. Er schien sich der Bedeutung der Bilder durchaus bewusst. Im Vorwort zu seinem Buch Die hundert Ansichten des Berges Fuji schrieb er, dass nichts von dem, was er in den bisherigen 70 Jahren (vor dem Erscheinen der 36 Ansichten des Berges Fuji) geschaffen hätte, der Erwähnung wert sei. Trotzdem dürften er und der Verleger der Serie Eijudō (Nishimuraya Yohachi) von dem Erfolg der Serie überrascht gewesen sein, denn zunächst waren nur 36 Blätter geplant gewesen und auch gedruckt worden. Der Fuji wird hier von der Vorderseite, d. h. von Edo/Tōkyō aus gesehen und die Drucke werden daher als omote Fuji („von der Vorderseite“) bezeichnet. Bereits Ende 1830 kündigte der Verlag in Anzeigen das weitere Erscheinen von mehr als einhundert Ansichten (des Berges Fuji) an. Von diesen sind dann tatsächlich aber nur zehn in den Jahren 1831/32 erschienen, so dass die Serie insgesamt 46 Blätter umfasst. Die zusätzlichen zehn Drucke zeigen den Fuji zwar auch überwiegend von der östlichen Seite, werden trotzdem gewöhnlich ura Fuji („von der Rückseite“) genannt.
Bei den ersten Auflagen der ersten 36 Blätter wurde für den Druck der Konturlinien Preußischblau verwendet, bei den zehn zusätzlichen Blättern sind die Konturlinien von Anfang an in Schwarz gedruckt. Bei späteren Auflagen sind die Konturlinien aller Drucke schwarz; für einige Drucke wurde eine zusätzliche Farbplatte angefertigt.
Weitere Serien, die sich mit den „36 Ansichten des Fuji“ beschäftigen, sind z. B. von Kuniyoshi (Tōto Fujimi Sanjūrokkei, um 1843), Hiroshige (Fuji Sanjūrokkei, 1852/53 und ebenfalls 1858/59) und Kunisada (Tōto Fuji Sanjūrokkei, 1860).

## Liste
Die angegebene Reihenfolge folgt derjenigen, die üblicherweise in der Literatur verwendet wird.
| Nr. | Bild                                                                              | Name                                                                                | Japanisch                | Transliteration                        |
| --- | --------------------------------------------------------------------------------- | ----------------------------------------------------------------------------------- | ------------------------ | -------------------------------------- |
| 1   | Unter der Welle im Meer vor Kanagawa                                              | „Unter der Welle im Meer vor Kanagawa“, bekannt als „Die große Welle vor Kanagawa“  | 神奈川沖浪裏             | Kanagawa-oki nami-ura                  |
| 2   | Klare Morgendämmerung bei Südwind                                                 | „Klare Morgendämmerung bei Südwind“, bekannt als „Roter Fuji“                       | 凱風快晴                 | Gaifū kaisei                           |
| 3   | Gewitter unterhalb des Gipfels                                                    | „Gewitter unterhalb des Gipfels“                                                    | 山下白雨                 | Sanka hakuu                            |
| 4   | Unter der Mannen-Brücke in Fukagawa                                               | „Unter der Mannen-Brücke in Fukagawa“                                               | 深川万年橋下             | Fukagawa Mannen-bashi shita            |
| 5   | Surugadai in Edo                                                                  | „Surugadai in Edo“                                                                  | 東都駿台                 | Tōto sundai                            |
| 6   | Die Kiefern in Aoyama (Tokio)                                                     | „Die Kiefern in Aoyama“                                                             | 青山円座松               | Aoyama enza-no-matsu                   |
| 7   | Senju in der Provinz Musashi                                                      | „Senju in der Provinz Musashi“                                                      | 武州千住                 | Bushū Senju                            |
| 8   | Der Fluss Tama in der Provinz Musashi                                             | „Der Fluss Tama in der Provinz Musashi“                                             | 武州玉川                 | Bushū Tamagawa                         |
| 9   | Der Inume-Pass in der Provinz Kai                                                 | „Der Inume-Pass in der Provinz Kai“                                                 | 甲州犬目峠               | Kōshū Inume-tōge                       |
| 10  | Fuji gesehen von den Reisfeldern in der Provinz Owari                             | „Fuji gesehen von den Reisfeldern in der Provinz Owari“                             | 尾州不二見原             | Bishū Fujimigahara                     |
| 11  | Der Hongan-Tempel bei Asakusa in Edo                                              | „Der Hongan-Tempel bei Asakusa in Edo“                                              | 東都浅草本願寺           | Tōto Asakusa honganji                  |
| 12  | Die Insel Tsukuda in der Provinz Musashi                                          | „Die Insel Tsukuda in der Provinz Musashi“                                          | 武陽佃島                 | Buyō Tsukuda-jima                      |
| 13  | Shichirigahama-Strand in der Provinz Sagami                                       | „Strand Shichirigahama in der Provinz Sagami“                                       | 相州七里浜               | Sōshū Shichiri-ga-hama                 |
| 14  | Die Felder von Umezawa in der Provinz Sagami                                      | „Die Felder von Umezawa in der Provinz Sagami“                                      | 相州梅沢庄               | Sōshū Umezawa-no-sho                   |
| 15  | Kajikazawa in der Provinz Kai                                                     | „Kajikazawa in der Provinz Kai“                                                     | 甲州石班沢               | Kōshū Kajikazawa                       |
| 16  | Der Mishima-Pass in der Provinz Kai                                               | „Der Mishima-Pass in der Provinz Kai“                                               | 甲州三嶌越               | Kōshū Mishima-goe                      |
| 17  | Der Suwa-See in der Provinz Shinano                                               | „Der Suwa-See in der Provinz Shinano“                                               | 信州諏訪湖               | Shinshū Suwa-ko                        |
| 18  | Ejiri in der Provinz Suruga                                                       | „Ejiri in der Provinz Suruga“                                                       | 駿州江尻                 | Sunshū Ejiri                           |
| 19  | In den Bergen von Totomi                                                          | „In den Bergen von Tōtōmi“                                                          | 遠江山中                 | Tōtōmi sanchu                          |
| 20  | Ushibori in der Provinz Hitachi                                                   | „Ushibori in der Provinz Hitachi“                                                   | 常州牛掘                 | Jōshū Ushibori                         |
| 21  | Szene von den Mitsui-Läden bei Sarugacho in Edo                                   | „Szene von den Mitsui-Läden bei Suruga-chō in Edo“                                  | 江都駿河町三井見世略図   | Kōto Suruga-chō Mitsui Miseryakuzu     |
| 22  | Blick auf den Sonnenuntergang über der Ryogoku-Brücke von der Ufermauer in Onmaya | „Blick auf den Sonnenuntergang über der Ryōgoku-Brücke von der Ufermauer in Onmaya“ | 御厩川岸より両国橋夕陽見 | Ommayagashi yori Ryōgoku-bashi yūhi mi |
| 23  | Der Turban-Turm im Gohyaku-Rakan-Tempel                                           | „Der Turban-Turm im Gohyaku-Rakan-Tempel“                                           | 五百らかん寺さざゐどう   | Gohyaku-Rakan-ji Sazaidō               |
| 24  | Verschneiter Morgen bei Koishikawa                                                | „Verschneiter Morgen bei Koishikawa“                                                | 礫川雪の旦               | Koishikawa yuki no ashita              |
| 25  | Shimo-Meguro                                                                      | „Shimo-Meguro“                                                                      | 下目黒                   | Shimo meguro                           |
| 26  | Das Wasserrad bei Onden                                                           | „Das Wasserrad bei Onden“                                                           | 隠田の水車               | Onden no suisha                        |
| 27  | Enoshima in der Provinz Sagami                                                    | „Enoshima in der Provinz Sagami“                                                    | 相州江の島               | Sōshū Enoshima                         |
| 28  | Skizze von der Tago-Bucht bei Ejiri an der Tōkai-Straße                           | „Skizze von der Tago-Bucht bei Ejiri an der Tōkai-Straße“                           | 東海道江尻田子の浦略図   | Tōkaidō Ejiri Tago-no-ura              |
| 29  | Yoshida an der Tōkai-Straße                                                       | „Yoshida an der Tōkai-Straße“                                                       | 東海道吉田               | Tōkaidō Yoshida                        |
| 30  | Auf See vor Kazusa                                                                | „Auf See vor Kazusa“                                                                | 上総の海路               | Kazusa no kairo                        |
| 31  | Die Nihon-Brücke in Edo                                                           | „Die Nihon-Brücke in Edo“                                                           | 江戸日本橋               | Edo Nihon-bashi                        |
| 32  | Das Dorf Sekiya am Fluss Sumida                                                   | „Das Dorf Sekiya am Fluss Sumida“                                                   | 隅田川関屋の里           | Sumidagawa Sekiya no sato              |
| 33  | Die Noboto-Bucht                                                                  | „Die Noboto-Bucht“                                                                  | 登戸浦                   | Noboto-ura                             |
| 34  | Der Hakone-See in der Provinz Sagami                                              | „Der Hakone-See in der Provinz Sagami“                                              | 相州箱根湖水             | Soshu Hakone kosui                     |
| 35  | Oberfläche des Misaka-Sees in der Provinz Kai                                     | „Oberfläche des Misaka-Sees in der Provinz Kai“                                     | 甲州三坂水面             | Koshu Misaka suimen                    |
| 36  | Hodogoya an der Tōkai-Straße                                                      | „Hodogoya an der Tōkai-Straße“                                                      | 東海道保土ケ谷           | Tōkaidō Hodogaya                       |
| 37  | Tatekawa in Honjo                                                                 | „Tatekawa in Honjo“                                                                 | 本所立川                 | Honjo Tatekawa                         |
| 38  | Der Fuji gesehen vom Vergnügungsviertel in Senjū                                  | „Der Fuji gesehen vom Vergnügungsviertel in Senjū“                                  | 従千住花街眺望の不二     | Senjū Hanamachi yori chōbō no Fuji     |
| 39  | Fuji gesehen aus Gotenyama bei Shinagawa an der Tōkai-Straße                      | „Fuji gesehen aus Gotenyama bei Shinagawa an der Tōkai-Straße“                      | 東海道品川御殿山の不二   | Tōkaidō Shinagawa Goten’yama no Fuji   |
| 40  | Nakahara in der Provinz Sagami                                                    | „Nakahara in der Provinz Sagami“                                                    | 相州仲原                 | Sōshū Nakahara                         |
| 41  | Morgendämmerung bei Isawa in der Provinz Kai                                      | „Morgendämmerung bei Isawa in der Provinz Kai“                                      | 甲州伊沢暁               | Kōshū Isawa no akatsuki                |
| 42  | Die Rückseite des Fuji vom Fluss Minobu aus                                       | „Die Rückseite des Fuji vom Fluss Minobu aus“                                       | 身延川裏不二             | Minobu-gawa ura Fuji                   |
| 43  | Reisbündel von Ono in der Provinz Suruga                                          | „Reisbündel von Ono in der Provinz Suruga“                                          | 駿州大野新田             | Sunshū Ōno-shinden                     |
| 44  | Fuji gesehen von der Teeplantage in Katakura in der Provinz Suruga                | „Fuji gesehen von der Teeplantage in Katakura in der Provinz Suruga“                | 駿州片倉茶園の不二       | Sunshū Katakura chaen no Fuji          |
| 45  | Fuji gesehen von Kanaya an der Tōkai-Straße                                       | „Fuji gesehen von Kanaya an der Tōkai-Straße“                                       | 東海道金谷の不二         | Tōkaidō Kanaya no Fuji                 |
| 46  | Eine Gruppe von Bergsteigern                                                      | „Eine Gruppe von Bergsteigern“                                                      | 諸人登山                 | Shojin tozan                           |

Die meisten Namen bezeichnen die Orte, von denen aus der Fuji betrachtet wurde. Die Zeichen 不二 (fuji, auch: „einzigartig“, wörtlich: „ohne zweites“) sind eine alte Schreibung des Berges Fuji (heute: 富士). Auch die übrigen Ortsbezeichnungen werden zum Teil nicht mehr verwendet.